# Holden HG
De Holden HG was de dertiende serie van automerk Holden. Het was een facelift van de voorgaande HT-serie van het Australische merk en de laatste opeenvolgende facelift van de HK-serie. Het modellengamma van de HT werd overgenomen en Holdens eigen Trimatic-automaat werd gelanceerd.

## Geschiedenis
De Trimatic automatische 3-versnellingsbak was standaard op de Brougham en de Premier en optioneel op alle andere modellen behalve de Monaro GTS 350 Coupe. Die kreeg nog de oude Amerikaanse Powerglide 2-bak.

## Modellen
Voor de modelcodes staat de eerste code voor de zescilinder en de tweede voor de achtcilinder.
- Jul 1970: (HT 80169/80269) Holden Belmont Sedan
- Jul 1970: (HT 80369/80469) Holden Kingswood Sedan
- Jul 1970: (HT 81169/81269) Holden Premier Sedan
- Jul 1970: (HT 80135/80235) Holden Belmont Wagon
- Jul 1970: (HT 80335/80435) Holden Kingswood Wagon
- Jul 1970: (HT 81135/81235) Holden Premier Wagon
- Jul 1970: (HT 80180/80280) Holden Belmont Utility
- Jul 1970: (HT 80380/80480) Holden Kingswood Utility
- Jul 1970: (HT 80170/80270) Holden Belmont Panel Van
- Jul 1970: (HT -/81469) Holden Brougham
- Jul 1970: (HT 80337/80437) Holden Monaro Coupe
- Jul 1970: (HT 80737/80837) Holden Monaro GTS Coupe
- Jul 1970: (HT -/81837) Holden Monaro GTS 350 Coupe